# Makarja
Makarja település Ukrajnában, Kárpátalján, a Munkácsi járásban.

## Fekvése
Munkácstól délre, Beregkisalmás, Beregújfalu, Bárdháza és Kissarkad közt fekvő település.

## Története
1910-ben 1372 lakosából 77 magyar, 39 német, 1241 ruszin volt. Ebből 13 római katolikus, 1291 görögkatolikus, 13 görögkeleti ortodox, 48 izraelita volt.
A trianoni békeszerződés előtt Bereg vármegye Munkácsi járásához tartozott.

## Nevezetességek
- Görögkatolikus fatemploma - Védő Boldogasszony tiszteletére szentelték.

Anyakönyvet 1816-tól vezettek.

## Itt éltek, dolgoztak
- Sereghy András (Nagydobos, 1893. december 14-Ungvár, 1950 június 16) görögkatolikus parochus itt élt a községben 1933-tól 1949-ig.